# Monaster św. Aleksandra Oszewieńskiego
Monaster św. Aleksandra Oszewieńskiego – prawosławny męski klasztor w Oszewienskim, w jurysdykcji eparchii archangielskiej Rosyjskiego Kościoła Prawosławnego. Założony w II połowie XV w. przez świętego mnicha Aleksandra Oszewieńskiego, zamknięty do 1919 przez władze radzieckie, restytuowany w 2001.

## Historia
Monaster założył w latach 60. XV w. późniejszy święty mnich Aleksander Oszewieński, który założył pustelnię w lasach w okolicach Kargopola, nad Czuriugą. Zbudował także drewnianą cerkiew św. Mikołaja. Utworzenie monasteru błogosławił arcybiskup nowogrodzki Jonasz, zaś pierwsze nadania ziemskie nowej wspólnocie nadała Anastasija, bojarynia nowogrodzka. Aleksander zmarł w 1479, przekazując kierownictwo wspólnoty swojemu bratu, mnichowi Leoncjuszowi. Po śmierci założyciela w klasztorze pozostało tylko pięciu mnichów. Ponowny rozwój wspólnoty nastąpił w okresie kierowania monasterem przez ihumena Maksyma (1488–1531). W czasie tym wzrosła liczba zakonników, klasztor otrzymał nowe nadania ziemskie, wzniesiona została cerkiew Zaśnięcia Matki Bożej. W 1540 w nieznanych okolicznościach spłonęły obie świątynie monasterskie, zostały jednak szybko odbudowane. W 1578 car Iwan IV Groźny nadał monasterowi wszystkie ziemie w promieniu pięciu wiorst od jego zabudowań. Mimo to w XVI–XVII w. zakonnicy kilkakrotnie toczyli spory o ziemię z miejscowymi chłopami, ponadto kilkakrotnie zniszczeniu ulegały świątynie, następnie odbudowywane.
Drewniane zabudowania monasterskie zostały zastąpione murowanymi po tym, gdy w maju 1706 cały kompleks klasztorny spłonął wskutek uderzenia pioruna. W 1707 ukończono prace nad budową głównego soboru Zaśnięcia Matki Bożej z ołtarzem bocznym Spotkania Pańskiego oraz dzwonnicą, wzniesionych z białego kamienia. W świątyni wystawiono dla kultu relikwie założyciela monasteru. W 1834 nad bramą wjazdową na teren klasztoru wzniesiono cerkiew św. Mikołaja. W XVIII–XIX w. zbudowano także budynki mieszkalne i gospodarcze, jak również otaczający całe jego terytorium mur z czterema basztami. W monasterze funkcjonowała także drewniana cerkiew Opieki Matki Bożej. Klasztor prowadził dom pielgrzyma. W 1907 wspólnotę tworzyło ośmiu mnichów, którzy utrzymywali się z prowadzenia gospodarstwa, dysponowali również majątkiem leśnym, zajmowali się połowem ryb oraz zgromadzili kapitał 23 tys. rubli. Monaster posiadał placówkę filialną w Petersburgu z kaplicą św. Pantelejmona, otwartą w 1907 i czynną do 1919.     
W ramach akcji otwarcia relikwii Rosyjskiego Kościoła Prawosławnego, w 1919, z inicjatywy komunistycznego działacza Popowa, publicznie otwarto rakę z relikwiami św. Aleksandra Oszewieńskiego, która okazała się pusta. Od tego momentu władze traktowały klasztor jak nieczynny. Według innego źródła monaster przestał istnieć jeszcze przed 1919. W 1922 w klasztorze mieszkało jeszcze dwóch mnichów. Stopniowo jego zabudowania popadały w ruinę, plany restauracji zabytkowego monasteru, jakie pojawiły się w latach 60. XX wieku, nie zostały zrealizowane. Niektóre obiekty poklasztorne pełniły funkcje świeckie (np. szkoły).
Restytucję monasteru zainicjował w 2001 biskup archangielski i chołmogorski Tichon, który wyznaczył na pierwszego przełożonego nowej wspólnoty hieromnicha Teodozjusza, który przebywał w klasztorze do 2002, następnie opuścił go z powodu choroby. Zastąpił go hieromnich Cyprian. Mnisi uprzątnęli terytorium zapuszczonego klasztoru, otworzyli szkołę niedzielną, wyremontowali kaplicę, zaś od 2009 odprawiają nabożeństwa w rekonstruowanej cerkwi św. Mikołaja. Główny sobór Zaśnięcia Matki Bożej pozostaje w ruinie.